# The Yes Album
The Yes Album (с англ. — «Альбом „Йес“») — третий студийный альбом английской прогрессив рок-группы Yes, выпущенный 19 февраля 1971 года на лейбле Atlantic Records. Это первый альбом группы, записанный с гитаристом Стивом Хау, который заменил Питера Бэнкса в 1970 году, а также последний альбом группы с клавишником Тони Кэем до 90125 1983 года.
Альбом стал первым альбомом группы, в котором не было кавер-версий песен. В середине 1970-х группа сочиняла и репетировала новый материал на ферме в Романсли (Девон), а осенью новые песни были записаны в Advision Studios в Лондоне. В то время как в альбоме сохранились гармоничное пение Андерсона, орган Хаммонда Тони Кэя и мелодичный бас Криса Сквайра (как это было слышно на предыдущих пластинках), новый материал также охватывал другие стили.
Альбом занимает 15 место в списке «25 лучших классических альбомов прогрессивного рока» по версии PopMatters.

## Об альбоме
The Yes Album записан в октябре-ноябре 1970 года в студии, расположенной в старом доме на ферме в графстве Девон на юго-западе Англии. Позже Стив Хау приобрел этот дом вместе с землей и в настоящее время живёт в нём. Альбом стал первым для гитариста Стива Хау в составе группы Yes, который пришёл вместо Питера Бэнкса, участвовавшего в записи первых двух альбомов, и последним — в период 1970-х — для клавишника Тони Кэя (начиная со следующего альбома Fragile на клавишных в Yes будет играть Рик Уэйкман, Тони Кэй вернется в 1983 году и будет продолжать работать с Yes начиная с альбома 90125).
В отличие от предыдущих и последующих работ группы, альбом в целом выдержан в духе классического рока начала 1970-х (исключениями являются инструментальная композиция «Clap» и песня «A Venture» в стиле джаз-рок). The Yes Album стал первым по-настоящему коммерчески успешным диском группы, достиг четвёртого места в хит-парадах Великобритании и сорокового места в США, где он стал платиновым. Наиболее известными композициями этого альбома являются «Starship Trooper» и «I’ve Seen All Good People», они часто исполнялись на концертах и вошли во многие сборники группы. Одним из любимых концертных произведений Yes также стала инструментальная композиция «Clap» с выразительным соло на акустической гитаре Стива Хау, в записи на The Yes Album использован именно концертный вариант.
На передней стороне обложки альбома помещена фотография участников группы. В центре с ногой в гипсе сидит Тони Кэй: группа Yes попала в автомобильную аварию незадолго до того, как была сделана эта фотография.

## Список композиций
| №  | Название                                                             | Автор(ы)                                                     | Длительность |
| -- | -------------------------------------------------------------------- | ------------------------------------------------------------ | ------------ |
| 1. | «Yours Is No Disgrace»                                               | Джон Андерсон, Крис Сквайр, Стив Хау, Тони Кэй, Билл Бруфорд | 9:41         |
| 2. | «Clap» (инструментал)                                                | Хау                                                          | 3:17         |
| 3. | «Starship Trooper - a. "Life Seeker" - b. "Disillusion" - c. "Würm"» | Андерсон, Хау, Сквайр                                        | 9:29         |

| №  | Название                                                            | Автор(ы)         | Длительность |
| -- | ------------------------------------------------------------------- | ---------------- | ------------ |
| 4. | «I've Seen All Good People - a. "Your Move" - b. "All Good People"» | Андерсон, Сквайр | 6:55         |
| 5. | «A Venture»                                                         | Андерсон         | 3:20         |
| 6. | «Perpetual Change»                                                  | Андерсон, Сквайр | 8:57         |

| №  | Название                     | Автор(ы) | Длительность |
| -- | ---------------------------- | -------- | ------------ |
| 7. | «Your Move» (сингл-версия)   | Андерсон | 3:00         |
| 8. | «Life Seeker» (сингл-версия) | Андерсон | 3:28         |
| 9. | «Clap» (студийная версия)    | Хау      | 4:02         |

| №  | Название                       | Автор(ы) | Длительность |
| -- | ------------------------------ | -------- | ------------ |
| 7. | «Clap» (студийная версия)      | Хау      | 4:05         |
| 8. | «A Venture» (расширенный микс) | Андерсон | 4:46         |

| №  | Название                                        | Автор(ы)                            | Длительность |
| -- | ----------------------------------------------- | ----------------------------------- | ------------ |
| 1. | «Yours Is No Disgrace» (Live, London 1971)      | Андерсон, Сквайр, Хау, Кэй, Бруфорд | 11:28        |
| 2. | «Clap» (студийная версия)                       | Хау                                 | 4:04         |
| 3. | «Life Seeker» (сингл-версия)                    | Андерсон                            | 3:28         |
| 4. | «I've Seen All Good People» (Live, Лондон 1971) | Андерсон, Сквайр                    | 7:47         |
| 5. | «A Venture» (расширенный микс)                  | Андерсон                            | 4:45         |
| 6. | «Perpetual Change» (Live, New Haven 1971)       | Андерсон, Сквайр                    | 14:41        |

| №  | Название                                                   | Автор(ы)                      | Длительность |
| -- | ---------------------------------------------------------- | ----------------------------- | ------------ |
| 1. | «Your Move» (Single version, stereo)                       | Андерсон                      | 2:56         |
| 2. | «Clap» (Single version, stereo)                            | Хау                           | 3:12         |
| 3. | «America» (Simon & Garfunkel cover) (Live, London 1971)    | Пол Саймон                    | 15:58        |
| 4. | «It's Love» (The Young Rascals cover) (Live, London 1971)) | Феликс Кавальер, Эдди Бригати | 11:06        |
| 5. | «Your Move» (Single version, mono)                         | Андерсон                      | 2:59         |

## Участники записи
Yes
- Джон Андерсон — ведущий вокал, перкуссия
- Крис Сквайр — бас-гитара, бэк-вокал
- Стив Хау — электрогитары, акустические гитары, португальская гитара, бэк-вокал
- Тони Кэй — пианино, орган Хаммонда, синтезатор Муга
- Билл Бруфорд — барабаны, перкуссия

Дополнительные музыканты:
- Колин Голдринг (Colin Goldring) — блок-флейта на «Your Move»